# Bryan Air Force Base

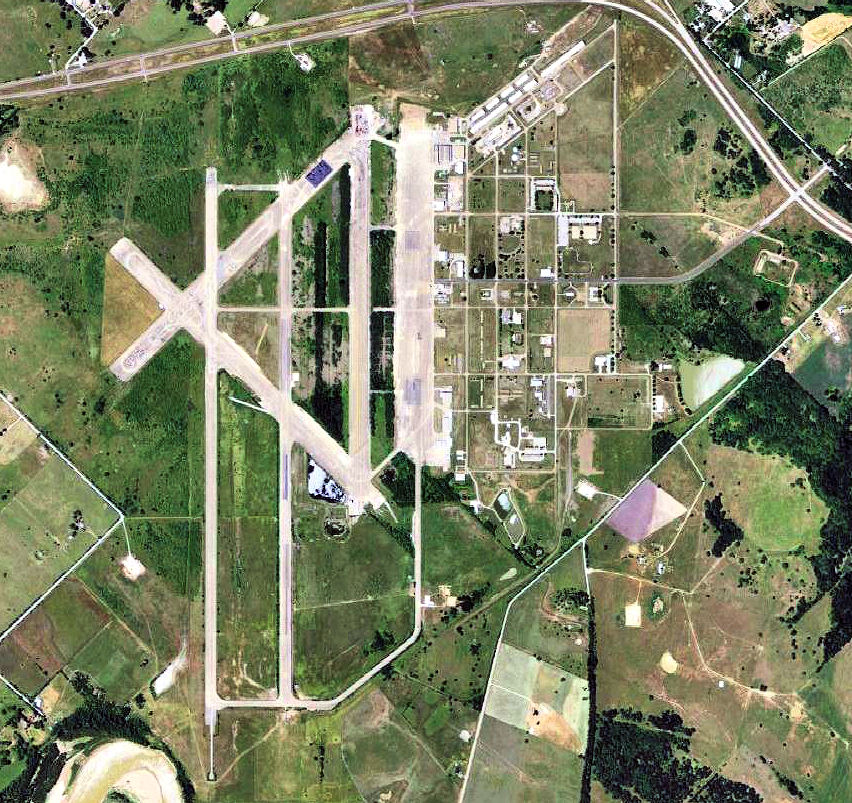
Bryan Air Force Base.

La Bryan Air Force Base est une ancienne base aérienne de l'United States Air Force (USAF) située près de Bryan, dans le comté de Brazos, au Texas.
Elle a été active de 1942 à 1947 (Seconde Guerre mondiale), 1951 à 1958 (guerre de Corée et guerre du Viêt Nam) et de 1960 à 1961 (guerre du Viêt Nam). Aujourd'hui, le site abrite le campus RELLIS de l'université A&M du Texas.